# Глущенко, Андрей Александрович (футболист)
Андрей Александрович Глущенко (укр. Андрій Олександрович Глущенко; род. 18 марта 1974, Орехов, Запорожская область) — украинский футболист и тренер, вратарь

## Биография

### Клубная карьера
Андрей Глущенко не заканчивал ДЮСШ, первый тренер — Олег Дудка. Также успешно занимался гандболом (занимался им с третьего по восьмой класс) — действовал на позиции разыгрывающего.
В 1992 году перешёл в запорожское «Торпедо», которое тогда возглавлял Евгений Лемешко. Андрей провёл контрольные поединки с «Орсельмашем». Несмотря на крупные поражения «Орсельмаша» — (0:5) и (2:5), тренерскому штабу «торпедовцев» понравилась игра вратаря соперников. Так Андрей Глущенко переехал в Запорожье. В чемпионате Украины дебютировал 7 мая 1994 года в матче против львовских «Карпат» (3:1). Летом 1998 года перешёл в кировоградскую «Звезду». Один из самых памятных матчей состоялся в четвертьфинале Кубка Украины против «Шахтёра». Игра с «Шахтёром» завершилась вничью (0:0), а в серии послематчевых пенальти, Глущенко взял два пенальти — от Анатолия Тимощука и Сергея Ковалёва. В 2000 году перешёл в запорожский «Металлург», дебютировал в Высшей лиге 12 июля 2000 года в матче против мариупольского «Металлурга» (3:1). В еврокубках дебютировал в квалификации Кубка УЕФА в матче против мальтийской «Биркиркары» (3:0), второй матч (0:0). В следующем раунде «Металлургу» попался английский «Лидс Юнайтед» — первый матч (1:0), второй матч (1:1). В сезоне 2005/06 вместе с командой дошёл до финала Кубка Украины, где проиграл киевскому «Динамо» (1:0). Следующим летом Андрей снова сыграл в Кубке УЕФА сначала против молдавского «Зимбру» (0:0), (3:0). А после против греческого «Панатинаикоса» (1:1), (0:1). Глущенко был многолетним капитаном запорожского «Металлурга», в команде сыграл 141 матч и пропустил 166 мячей.
В марте 2008 года перешёл в мариупольский «Ильичёвец». В команде провёл 12 игр после чего в апреле 2009 года завершил карьеру игрока. За свою футбольную карьеру вратарь 13 раз отбивал пенальти в чемпионатах Украины.

### Тренерская карьера
В апреле 2009 года стал тренером вратарей в запорожском «Металлурге». С марта 2011 г. — тренер вратарей одесского «Черноморца», где был заявлен как играющий тренер голкиперов. С декабря 2014 года вошёл в тренерский штаб, возглавившего азербайджанский клуб «Габала», Романа Григорчука, с которым Андрей Александрович работал в двух предыдущих командах. В январе 2016 года вернулся в тренерский состав одесского «Черноморца». В июне 2018 года вошёл в тренерский штаб Романа Григорчука и стал тренировать вратарей в казахстанском футбольном клубе «Астана».

## Личная жизнь
Его отец — футбольный болельщик, поэтому Андрей любит футбол с детства. Он всегда мечтал играть в нападении. Кумиром был Олег Блохин.
Его младший брат Александр также играл в воротах, но из-за травмы так и не смог заиграть на высоком уровне. В 17-летнем возрасте был дублёром в кировоградской «Звезде», пару раз его вносили в стартовый протокол матчей Высшей лиге. Чтобы стабильно играть — уехал в Мелитополь, где был основным вратарём «Олкома». Закончил карьеру в 21 год, работал тренером вратарей академии «Металлург» Запорожье (2005—2011), «Аль-Нахда» Оман (2011), «Тобол» Казахстан (с 2013).
Жену зовут Елена, познакомились случайно — в аэропорту. Его двое сыновей занимаются футболом, старший сын Кирилл играет за U-19 футбольного клуба «Черноморец» Одесса, а младший — Даниил хочет стать вратарём как его отец. Имеет высшее образование, закончил запорожский государственный университет.
Из-за его лысины его часто сравнивали с французом Фабьеном Бартезом.